# Kazan Arena
Kazan Arena este un stadion din Kazan, Rusia, inaugurat în 2013 și folosit de echipa de fotbal Rubin Kazan.

## Legături externe
Materiale media legate de Kazan Arena la Wikimedia Commons
- Informații despre stadion[nefuncțională]